# Divize A 1997/1998
V soubojích 33. ročníku České divize A 1997/98 se utkalo 16 týmů dvoukolovým systémem podzim - jaro. Tento ročník začal v srpnu 1997 a skončil v červnu 1998.

## Kluby podle přeborů
- Jihočeský (7): SK Dynamo České Budějovice "B", FK Dívčice, SK Strakonice 1908, Tatran Prachatice, SK Vodňany, FK Tábor, ZVVZ Milevsko
- Západočeský (5): TJ Přeštice, TJ Sušice, FK Tachov, SK Plzeň 1894, SK Horažďovice
- Pražský (3):  SK Smíchov, Čechie Karlín BVB, SK Aritma Praha
- Středočeský (1): TJ Sokol Milín

## Výsledná tabulka
| Poř. | Tým                            | Z  | V  | R  | P  | VG | OG | B  |
| ---- | ------------------------------ | -- | -- | -- | -- | -- | -- | -- |
| 1.   | SK Smíchov                     | 30 | 22 | 4  | 4  | 61 | 25 | 70 |
| 2.   | TJ Sokol Milín                 | 30 | 20 | 5  | 5  | 63 | 25 | 65 |
| 3.   | SK Dynamo České Budějovice "B" | 30 | 17 | 7  | 6  | 62 | 25 | 58 |
| 4.   | TJ Přeštice                    | 30 | 16 | 10 | 4  | 65 | 29 | 58 |
| 5.   | Čechie Karlín BVB              | 30 | 15 | 5  | 10 | 65 | 44 | 50 |
| 6.   | FK Dívčice                     | 30 | 13 | 11 | 6  | 47 | 27 | 50 |
| 7.   | SK Strakonice 1908             | 30 | 14 | 6  | 10 | 47 | 36 | 48 |
| 8.   | Tatran VTJ Prachatice          | 30 | 12 | 11 | 7  | 45 | 37 | 47 |
| 9.   | SK Aritma Praha                | 30 | 13 | 4  | 13 | 55 | 48 | 43 |
| 10.  | TJ Sušice                      | 30 | 9  | 10 | 11 | 36 | 42 | 37 |
| 11.  | SK Vodňany                     | 30 | 10 | 4  | 16 | 39 | 59 | 34 |
| 12.  | FK Tachov                      | 30 | 9  | 4  | 17 | 24 | 59 | 31 |
| 13.  | FK Tábor                       | 30 | 7  | 7  | 16 | 37 | 56 | 28 |
| 14.  | ZVVZ Milevsko                  | 30 | 7  | 6  | 17 | 44 | 66 | 27 |
| 15.  | SK Plzeň 1894                  | 30 | 4  | 3  | 23 | 31 | 87 | 15 |
| 16.  | SK Horažďovice                 | 30 | 2  | 4  | 24 | 21 | 76 | 10 |

Poznámky:
- Z = Odehrané zápasy; V = Vítězství; R = Remízy; P = Prohry; VG = Vstřelené góly; OG = Obdržené góly; B = Body
- O pořadí klubů se stejným počtem bodů rozhodly vzájemné zápasy.

|  | Postup do ČFL 1998/99                           |
|  | Sestup do příslušného krajského přeboru 1998/99 |